# Víctor Binello
Víctor Juan Binello (Altos de Chipión, provincia de Córdoba, Argentina, 24 de junio de 1954) es un exfutbolista argentino. Fue un histórico jugador del Talleres de los años 70.

## Clubes
| Club             | País      | Año         | PJ  | Goles |
| ---------------- | --------- | ----------- | --- | ----- |
| Talleres         | Argentina | 1973 - 1980 | 217 | 4     |
| Colón            | Argentina | 1981        | 30  | 1     |
| Monarcas Morelia | México    | 1982 - 1984 | 76  | 9     |

## Palmarés
| Título             | Año  | Club     | País      |
| ------------------ | ---- | -------- | --------- |
| Campeonato Zonal   | 1974 | Talleres | Argentina |
| Campeonato Oficial | 1974 | Talleres | Argentina |
| Torneo Apertura    | 1975 | Talleres | Argentina |
| Torneo Clausura    | 1975 | Talleres | Argentina |
| Campeonato Oficial | 1975 | Talleres | Argentina |
| Torneo Apertura    | 1976 | Talleres | Argentina |
| Torneo Clausura    | 1976 | Talleres | Argentina |
| Campeonato Oficial | 1976 | Talleres | Argentina |
| Torneo Apertura    | 1977 | Talleres | Argentina |
| Torneo Clausura    | 1977 | Talleres | Argentina |
| Campeonato Oficial | 1977 | Talleres | Argentina |
| Copa Hermandad     | 1977 | Talleres | Argentina |
| Torneo Clausura    | 1978 | Talleres | Argentina |
| Campeonato Oficial | 1978 | Talleres | Argentina |
| Torneo Apertura    | 1978 | Talleres | Argentina |
| Campeonato Oficial | 1978 | Talleres | Argentina |

- Datos: Q47436419